# Cidade Gaúcha
Cidade Gaúcha là một đô thị thuộc bang Paraná, Brasil. Đô thị này có diện tích 403,044 km², dân số năm 2007 là 10944 người, mật độ 25,6 người/km².